# 致命鑰匙
《致命鑰匙》（英語：Locke & Key）是一部美國超自然驚悚電視劇，由卡爾頓·庫斯、梅洛迪絲·阿菲瑞爾以及阿倫·伊萊·科萊特共同製作，改編自喬·希爾與加布里埃爾·羅德里格斯的同名系列漫畫，於2020年2月7日在Netflix首映。達比·史當區菲爾、康納·傑瑟普、艾蜜莉雅·瓊斯、傑克森·羅伯·史考特、蕾斯拉·迪奧莉維拉、皮特里斯·瓊斯、以及格里芬·格魯克領銜主演。
第二季首映於2021年10月22日，第三季首映於2022年8月10日。2022年4月，作者們宣布將會依照原先計畫於第三季完結。

## 故事前提
在倫德爾·洛克（父）被以前的學生山姆·雷瑟殺害後，他的妻子妮娜決定帶著三個小孩：泰勒、金賽與博德，從西雅圖舊家搬至丈夫在麻省的老家，人們稱之為鑰匙屋。孩子們馬上就在鑰匙屋裡發現了幾把神奇鑰匙，並透過某種魔法可以打開不同的門。但他們也很快地察覺到，有股邪惡力量在尋找這些神秘鑰匙，以及背後的邪惡計畫。

## 外部連結
- 在Netflix上觀看《致命鑰匙》
- 互联网电影数据库（IMDb）上《致命鑰匙》的资料（英文）